# 妙光寺 (千葉県多古町)
妙光寺（みょうこうじ）は、千葉県香取郡多古町にある日蓮宗の寺院。山号は妙印山。本尊は釈迦多宝四菩薩。この寺の祖師像（日蓮像）は、「ひげの祖師」として信仰されている。旧本山は、大本山法華経寺。親師法縁。

## 由緒
『妙印山縁起』によれば、鎌倉時代の弘安年間（1278年 - 1288年）、常在院日朝の開山により創建されたという。常在院日朝は上総国藻原（現在の茂原市）の豪族で俗名を斎藤兼綱といい、日蓮の弟子となった人物である（藻原寺の開基となっている）。
創建当時は染井村小原（現在の多古町染井）にあり、「原郷御堂」「原法華堂」などと呼ばれていたようである。延文4年（1359年）には、中山法華経寺三世日祐（千葉氏出身）が百日説法を行ったことがきっかけとなり、林村では全村が改宗するなど、近郷はことごとく日蓮宗に帰依し「一円法華」となったという。永和年間（1375年 - 1379年）に「妙光寺」と名を改めた。
戦国期には多古城主牛尾氏の尊崇が厚く、『妙印山縁起』によれば天正5年（1577年）に牛尾胤仲が現在地（多古町多古字居射）に移して祈願所にしたという。ただし移転時期については慶長末か元和年中ではないかという推測もある。

## ひげの祖師像
「ひげの祖師像」は等身大の木像（寄木造）で、庶民の信仰を集めてきた。胎内に墨書の銘があり、永和2年（1376年）2月25日に大檀那である「平氏女図書の母」と「円城寺図書左衛門尉源胤朝」の造立と記されている。
なお、『妙印山縁起』では、祖師像は常在院日朝の時に作られたもので、日蓮が自らの鬚髯（ひげ）を付したものであるとしている。

## 文化財
- 千葉県指定有形文化財
  - 木造伝妙見菩薩倚像

## 旧末寺
日蓮宗は昭和16年に本末を解体したため、現在では、旧本山、旧末寺と呼びならわしている。
- 妙栄山仏光寺（千葉県香取郡多古町北中）

## 所在地
- 千葉県香取郡多古町多古2550

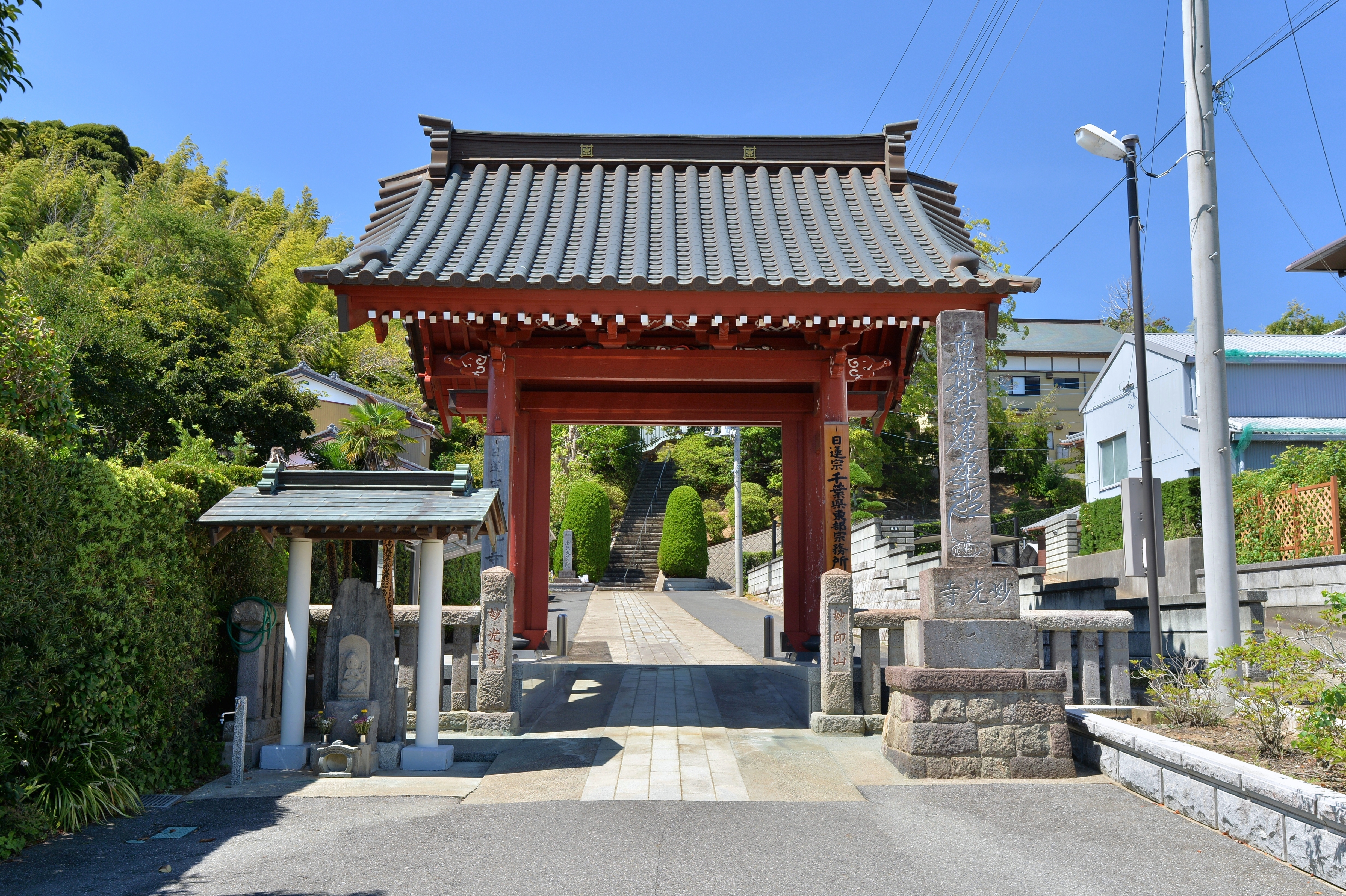
山門
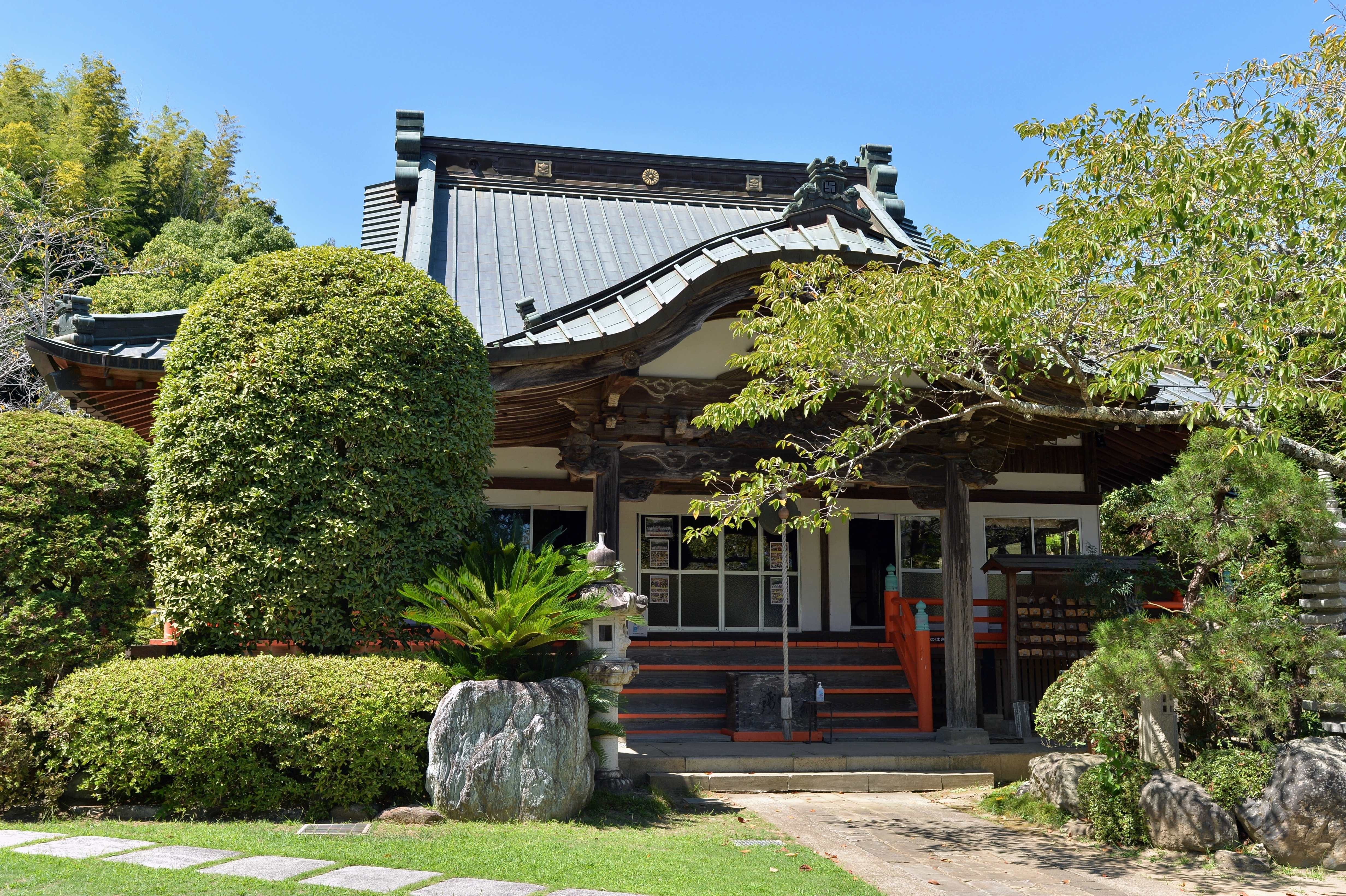
本堂
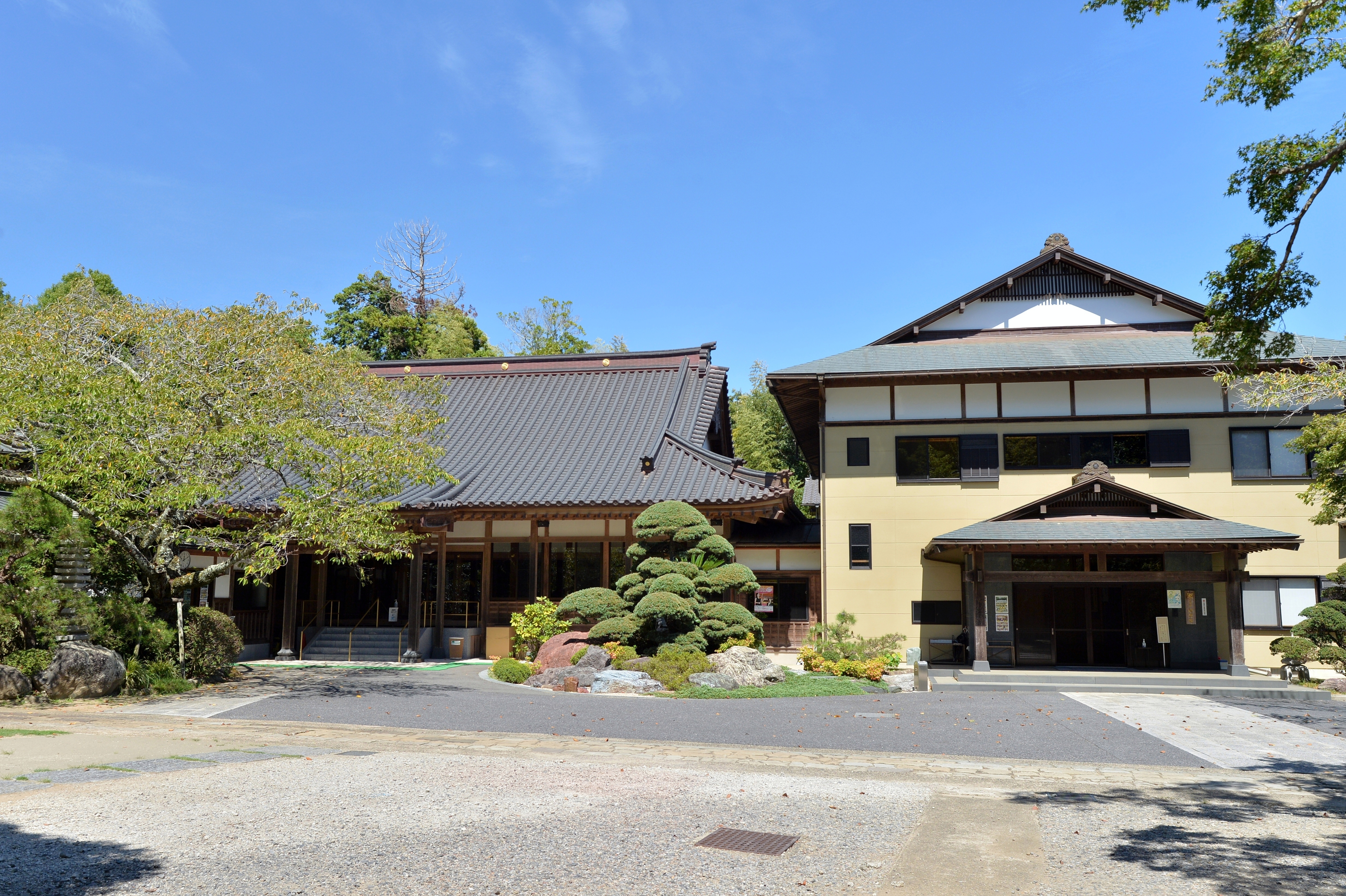
寺務所
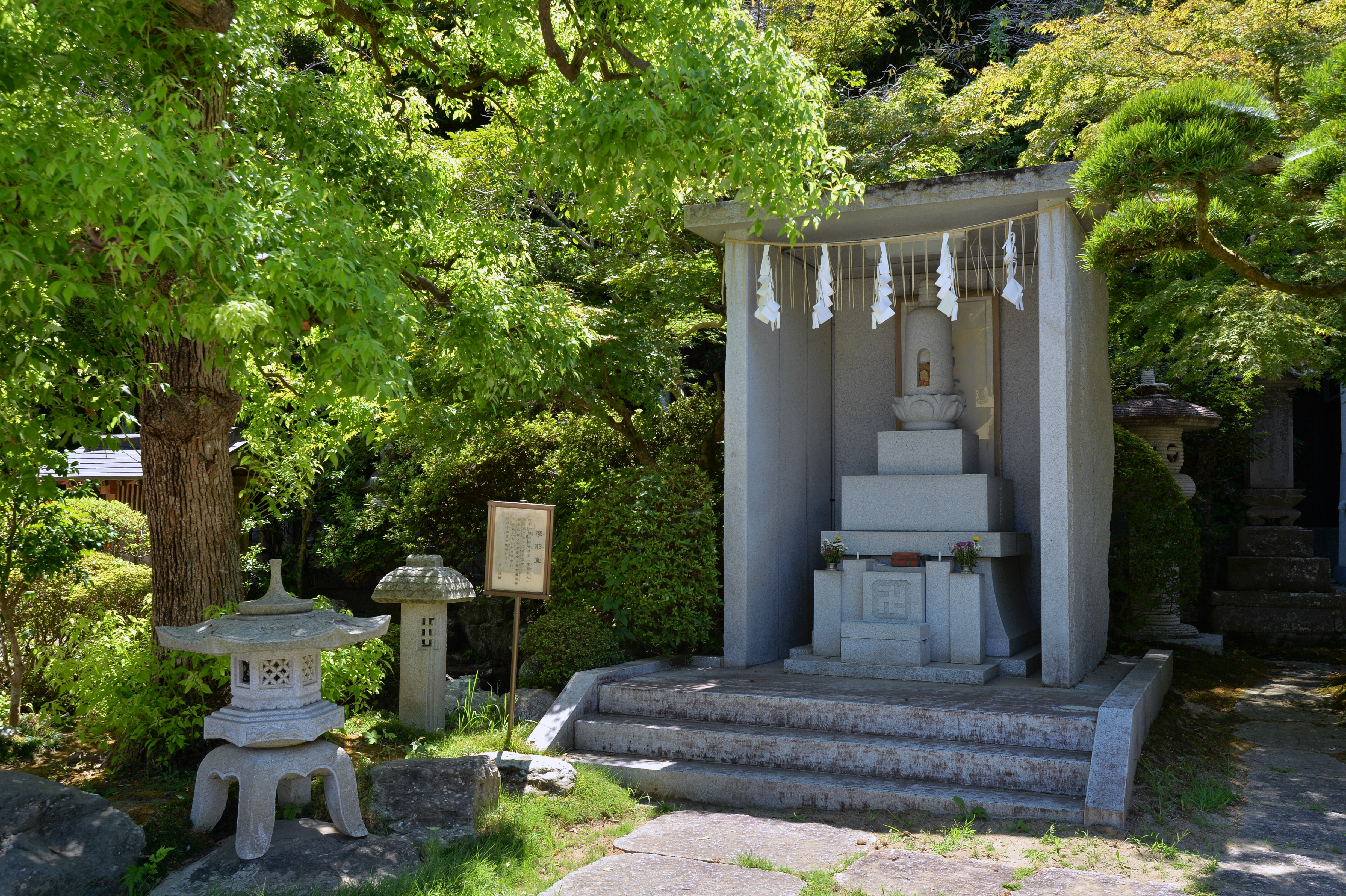
摩耶堂